# 勒布尔歇站
勒布尔歇站（法語：Gare du Bourget），是法国的一个铁路车站，属于大区快铁B线B3支线和B5支线。开通于1863年，位于塞纳-圣但尼省勒布尔歇。属于第三收费区（法語：Zone 3）。